# Gobiocichla wonderi
Gobiocichla wonderi är en fiskart som beskrevs av Kanazawa, 1951. Gobiocichla wonderi ingår i släktet Gobiocichla och familjen Cichlidae. IUCN kategoriserar arten globalt som nära hotad. Inga underarter finns listade i Catalogue of Life.